# باول آدامز (سياسي)
باول آدامز (بالإنجليزية: Paul Adams)‏ هو سياسي نيوزلندي، ولد في 1940. حزبياً، نشط في United Future ‏. وقد انتخب عضو مجلس النواب النيوزيلندي.